# Ichnotropis capensis
Ichnotropis capensis är en ödleart som beskrevs av Andrew Smith 1838. Ichnotropis capensis ingår i släktet Ichnotropis och familjen lacertider.

## Utbredning
Arten förekommer i Namibia, Zambia, Zimbabwe, Moçambique, Botswana, Kongo och i vissa delar av Sydafrika samt troligtvis i Tanzania.

## Underarter
Arten delas in i följande underarter:
- I. c. capensis
- I. c. nigrescens